# Красу
Красу (тайск. กระสือ, /krà.sɯ̌ː/), известна как Ахап (кхмер. អាប) в Камбодже и как Касу (лаос. ກະສື, /ka.sɯ̌ː/) в Лаосе —  ночной женский дух из фольклора Юго-Восточной Азии.  Имеет обличье женщины, как правило молодой и красивой, но с ее шеи свисают внутренние органы.
По материалам тайского этнографа Сатира Косет, движение Красу  с плавающей головой сопровождается огнями, напоминающими люминесцентное свечение. Попытки объяснить происхождение свечения можно объяснить наличием метана в заболоченных районах.  Красу живут в тех же местах, что и краханг, мужской дух тайского фольклора.
Красу движется в воздухе над землей, у неё нет нижней части тела. Горло может быть либо только с трахеей или всей шеей. Органы ниже головы обычно включают в себя сердце и желудок с длинным кишечником. Кишечный тракт подчеркивает ненасытный характер духа.
О Красу в Таиланде снят целый ряд хоррор-фильмов, в Камбодже ей посвящён Моя мать — демон (кхмер. កូនអើយ ម្តាយអាប, англ. My Mother Is Arb, Krasue Mom) 1980 года, это первый фильм Народной Республики Кампучия, снятый после режима Красных Кхмеров .
Дух Красу встречается в мифологии Малайзии, где он называется Penanggalan или Hantu penanggal, а также в Индонезии. Там он имеет много имен: Leyak, Palasik, Selaq Метем, Kuyang, Poppo и Parakang. Красу является также частью вьетнамского фольклора. В мифологии Филиппин есть подобный призрак — Мананангал, местный дух, который преследует беременных женщин

## Легенды

### Происхождение
В Таиланде существует легенда о красу. В ней рассказывается об одной кхмерской принцессе, которая была сожжена любовником. Незадолго до смерти принцессы волшебница произнесла магическое заклинание, позволяющее телу красу уберечься от огня. Заклинание было мощным, но оно подействовало слишком поздно, когда большая часть тела принцессы была сожжена, за исключением головы и некоторых из её внутренностей. Обугленные останки были прокляты, чтобы продолжать жить в виде духа Красу
Есть и другие устные предания, которые говорят, что этот дух был некогда богатой женщиной, которая носила для защиты от солнца длинную черную ленточку вокруг шеи и головы  Эта женщина была одержима злым духом и была проклята.  Другие популярные легенды утверждают, что происхождение духа может объясняться тем, что как-то одна женщина хотела научиться черной магии, но неправильно произнесла заклинание, в результате чего её голова и тело разделились.

### Описание в тайском фольклоре
Красу находится под вечным проклятием, что делает его постоянно голодным и всегда активным ночью. Тогда он выходит на охоту, чтобы удовлетворить свою ненасытность, стремясь пить кровь или есть сырое мясо. Он может нападать на скот или курицу в темноте, пить их кровь и есть их внутренние органы. Он может разрывать на куски крупный рогатый скот, например, буйволов, которые умирают в течение ночи. Если крови нет, то красу может есть кал и падаль. Одежду дух оставляет забрызганной кровью или экскрементами утром, ею он якобы вытирает рот. Верующие в духа жители не оставляют одежду сушиться на улице в ночное время.
Красу также охотится на беременных женщин до или после родов. Он парит вокруг дома беременной женщины, издавая резкие крики, чтобы внушить страх. Этот дух, как считается, является причиной многих женских заболеваний, в основном в сельской местности во время беременности. В некоторых случаях он может поймать ребенка и использовать свои острые зубы, чтобы сожрать его. Чтобы защитить беременных женщин, родственники разбрасывают колючие ветки вокруг дома. Этот импровизированное колючее заграждение мешает Красу причинять страдания беременным.
После родов, родственники должны взять плаценту и унести её далеко, чтобы скрыть от Круасу. Считается, что если плацента похоронена достаточно глубоко, то дух не сможет ее найти.

## Красу в тайской культуре
Существует примеры того, как вера в Красу на протяжении веков отражалась в тайской культуре:
- Маленький гриб съедается Красу.
- О прожорливом человеке, который ест слишком быстро, обычно говорят, что он «ест, как Красу», или «прожорлив, как Красу».
- Вид грибов, светящийся в темноте и растущий провинции Кхонкэн называется «Гриб Красу».
- В провинции Чонбури есть деревня под названием «Нун Крас» (болото Красу). Ее название для привлекательности было изменено на «Нун Красэм» (болото счастья).

## Научное толкование
Происхождение Красу  объясняется наукой, как видение человеком пламени при загорании газа метана, который выбрасывается из гнилых органических веществ на ферме или в поле.